# Черепнёв, Сергей Михайлович
Сергей Михайлович Черепнёв (1 сентября 1918 — 14 июня 1944) — штурман 2-й эскадрильи 4-го гвардейского авиационного полка 62-й авиационной дивизии 6-го авиационного корпуса дальнего действия, гвардии капитан. Герой Советского Союза.

## Биография
Родился 1 сентября 1918 года в деревне Шнитки ныне Сенненского района Витебской области Белоруссии в крестьянской семье. Белорус. Образование неполное среднее.
В Красной Армии с 1938 года. В 1940 году окончил Мелитопольское военно-авиационное училище штурманов. Участник Великой Отечественной войны с июня 1941 года. Член ВКП(б) с 1941 года.
Штурман 2-й эскадрильи 4-го гвардейского авиационного полка гвардии капитан Сергей Черепнёв к июлю 1943 года на самолёте «ТБ-3» совершил двести тридцать семь успешных боевых вылетов на бомбардировку важных объектов в глубоком тылу противника и скоплений его войск, нанеся врагу значительный урон в живой силе и боевой технике.
Указом Президиума Верховного Совета СССР от 18 сентября 1943 года за образцовое выполнение боевых заданий командования и проявленные при этом мужество и героизм гвардии капитану Черепнёву Сергею Михайловичу присвоено звание Героя Советского Союза с вручением ордена Ленина и медали «Золотая Звезда».
Погиб 14 июня 1944 года при выполнении боевых заданий в районе польского города Демблин, сгорев в подбитой крылатой машине вместе с экипажем.
Награждён двумя орденами Ленина, орденами Красного Знамени, Отечественной войны 1-й степени.
В селе Высочаны Витебской области Белоруссии именем Героя названа школа, в которой он учился, на фасаде которой установлена мемориальная доска.